# Кіщук Василь Васильович
Кіщук Василь Васильович — отоларинголог, доктор медичних наук (2002), професор (2004), заслужений лікар України (1988), завідувач кафедри ЛОР-хвороб Вінницького національного медичного університету ім. Пирогова, академік Академії наук вищої школи України (2010).

## Життєпис
Народився в Коростені Житомирської області в сім'ї робітників. Середню школу закінчив у м. Коростень. У 1970 р. Василь Васильович поступив на лікувальний факультет Вінницького медичного інституту, який закінчив у 1976 р. Ще навчаючись в інституті, він проявив великий інтерес до хірургічного напрямку спеціальності, до якого по праву відноситься оториноларингологія. З 1976 по 1977 рік В. В. Кіщук навчався в інтернатурі з оториноларингології на базі ЛОР-відділення Вінницької обласної клінічної лікарні ім. М. І. Пирогова. З 1977 по 1980 рік він працював оториноларингологом в Гайсинській центральній районній лікарні Вінницької області. З 1980 по 1982 р. В. В. Кіщук продовжив навчання у клінічній ординатурі на кафедрі ЛОР-хвороб Вінницького медичного інституту, яку очолював проф. К. П. Дерепа. Безпосереднім керівником у Василя Васильовича в опануванні програми ординатури, оволодінні методикою хірургічних втручань був доцент кафедри
В. В. Гардига та Д. О. Яблуков. Протягом 1982—1984 років він працював асистентом кафедри ЛОР-хвороб Вінницького медичного інституту. З 1984 року В. В. Кіщук призначений на посаду завідувача ЛОР-відділення обласної клінічної лікарні ім. М. І. Пирогова, яке очолював більше 20 років. З 1984 р. він головний оториноларинголог обласного управління охорони здоров'я, член Правління Українського наукового медичного товариства оториноларингологів, голова Правління Вінницького обласного товариства оториноларингологів. Протягом 1987—1990 років Василь Васильович знаходився у службовому відрядженні в Народній Демократичній республіці Ємен в якості радника начальника ЛОР-відділення ЦВГ НДРЙ. З 1994 р. він навчався в заочній аспірантурі Київського науково-дослідного інституту оториноларингології ім. О. С. Коломійченка, яку достроково закінчив в 1996 р., захистивши кандидатську дисертацію на тему: «Обґрунтування та ефективність консервативної терапії хворих на хронічний тонзиліт електромагнітним полем та тимічними імуномодуляторами». У 1998 р. за вагомий внесок у розвиток медичної науки і впровадження в клінічну практику нової хірургічної технології
В. В. Кіщуку присвоєно звання «Заслужений лікар України». В 2001 р. він захистив докторську дисертацію на тему: «Клініко-імунологічні підходи до оцінки функціонального стану піднебінних мигдаликів для діагностики та лікування хворих на хронічний тонзиліт». З 2002 р. Василь Васильович призначений завідувачем кафедри ЛОР-хвороб ВНМУ ім. М. І. Пирогова.

## Наукова діяльність
Кандидатська дисертація — «Обґрунтування та ефективність консервативної терапії хворих на хронічний тонзиліт електромагнітним полем та тимічними імуномодуляторами» захищена 1996 році.
Докторська дисертація — «Клініко-імунологічні підходи до оцінки функціонального стану піднебінних мигдаликів для діагностики та лікування хворих на хронічний тонзиліт» захищена у 2001 році.
Василь Васильович є автором 9 винаходів, 19 раціоналізаторських пропозицій, понад 180 публікацій, серед них:
- 1. Посібник «Ситуаційні задачі з оториноларингології»(2004 р.);
- 2. Монографія «Иммунология хронического тонзиллита»(2017 р.);
- 3. Jürgen Palm, Vasyl V. Kishchuk, Angels Ulied et all. Effectiveness of an add-on treatment with the homeopathic medication SilAtro-5-90 in recurrent tonsillitis: An international, pragmatic, randomized, controlled clinical trial / Complementary Therapies in Clinical Practice. — 2017. — № 28. — Р. 181—191.
- 4. Dubok, V., Kischuk V., Buzaneva E. et all. Development and application of inorganic bioactive ceramic nanocomposites for bone tissue remodeling / Materials science and engineering b-advanced functional solid-state materials / 1st European and International Conference on Bioinspired and Biointegrated Materials as New Frontiers Nanomaterials held at the 2009 // EMRS Spring Meeting.- JUN 08-12, 2009.- Strasbourg, FRANCE // European Mat. Res. Sci.- 2010.- Vol. 169.- № 1-3.- P. 145—150.

За його активної участі в співробітництві з нейрохірургами в клініці розролені оригінальні оперативні втручання при травмах, гострій і хронічній патології фронто-базальної локалізації, ендоскопічні мікрохірургічні втручання при патології носа та навколоносових пазух, ендоназальне усунення назальної ліквореї різного генезу, мікрохірургічні ендоскопічні втручання на гортані.
З 1997 р. в клініці всі хірургічні втручання на ЛОР-органах виконуються в ощадливому, функціонально-зберігаючому режимі з використанням оптичної ендоскопії, мікроскопів, мікрохірургічних інструментів.
Під керівництвом В. В. Кіщука захищено 4 кандидатські дисертації, виконано 5 магістерських науково-дослідних робіт.

## Громадська діяльність
З 1984 р. він головний оториноларинголог обласного управління охорони здоров'я, голова Правління Вінницького обласного товариства оториноларингологів, з 2006 року член Правління Українського наукового медичного товариства оториноларингологів, член Спеціалізованої вченої ради ДУ «Інститут отоларингології імені проф. О. С. Коломійченка НАМН України».
З 1984 року Василь Васильович керівник Українського склеромного центру, що розташований на базі ЛОР-відділення Вінницької обласної лікарні ім. М. І. Пирогова.
З 1981 по 1984 рік працював асистентом кафедри оториноларингології Вінницького медичного інституту, з 2002 року Василь Васильович Кіщук завідує кафедрою ЛОР-хвороб ВНМУ ім. М. І. Пирогова.
З 2010 року Василь Васильович є академіком Академії наук вищої школи України.

## Захоплення
Народна мудрість здавна вважає, що саме хобі найкраще характеризує людину «Хто вміє гарно відпочивати, той вміє добре працювати». Зважаючи на це Василь Васильович до своїх захоплень ставиться серйозно — адже вони роблять життя яскравішим, різноманітнішим та гармонійнішим. Кругозір його зацікавлень поза роботою досить широкий. Ще з молодих років Василь Васильович займався спортом, і проніс це захоплення через усе життя, став майстром спорту з важкої атлетики СРСР, отримав розряд дайвера міжнародного класу, разом із сім'єю займається кінним спортом. Постійний потяг до нових вражень, знань, вивчення іноземних культур, традицій, стилю життя, а також неперервна наукова діяльність на міжнародному рівні спонукали професора Кіщука В. В. полюбити мандрівки та жити життям повним нових ідей та здобутків.